# Gstocket (Gemeinde Alkoven)
Gstocket ist eine Ortschaft in der Gemeinde Alkoven in Oberösterreich. Die Ortschaft hat 223 Einwohner (Stand 1. Jänner 2024).
Die Ortschaft, die als Streusiedlung ausgeformt ist, befindet sich nördlich von Alkoven zwischen Alkoven und den Donauauen. Sie besteht aus den Ortslagen Gelsenwirt, einem Ausflugsgasthaus mit großem Gastgarten, Kirchmayr, einer ehemaligen Einzellage, die nun aus mehreren Einfamilienhäusern neben einem Badesee besteht und der Wochenendhaussiedlung Sportliga, die unmittelbar an der Donau liegt.